# لوك بلانج
لوك بلانج (بالإنجليزية: Luke Plange)‏ هو لاعب كرة قدم بريطاني، ولد في 2002 في إنجلترا في المملكة المتحدة.

## وصلات خارجية
- لوك بلانج على موقع قاعدة بيانات كرة القدم.إي يو (الإنجليزية)
- لوك بلانج على موقع Soccerway.com (الإنجليزية)